# Marie-Louis Damotte
Marie-Louis Damotte (Châtillon-sur-Seine, 28 settembre 1858 – Chaudes-Aigues, 5 agosto 1924) è stato uno schermidore francese.
Partecipò ai Giochi della II Olimpiade di Parigi nella gara di spada per maestri, dove arrivò quinto.